# Morey Amsterdam
Morey Amsterdam (ur. 14 grudnia 1908, zm. 27 października 1996) – amerykański aktor filmowy i telewizyjny.

## Filmografia
seriale
- 1951: Dragnet
- 1955: The Phil Silvers Show
- 1961: The Dick Van Dyke Show jako Maurice B. 'Buddy' Sorrell
- 1979: The Littlest Hobo jako Freddie Tewksbury
- 1995: Karolina w mieście

film
- 1952: Columbia Animal Cavalcade 1: Chimp-Antics jako Komentator
- 1963: Beach Party jako Cappy
- 1977: Mixed Nuts jako Moe
- 1993: Sandman jako Sprzedawca samochodów

## Nagrody i nominacje
Został nominowany do nagrody Emmy, a także posiada swoją gwiazdę na Hollywoodzkiej Alei Gwiazd.